# Лас Хунтас (Атенго)
Лас Хунтас (шп. Las Juntas) насеље је у Мексику у савезној држави Халиско у општини Атенго. Насеље се налази на надморској висини од 1410 м.

## Становништво
Према подацима из 2005. године у насељу су живела 3 становника.

### Хронологија
| Година       | 2000       | 2005 |
| ------------ | ---------- | ---- |
| Становништво | 14 (6 / 8) | 3    |

### Попис
| # | Индикатор                        | Вредност |
| - | -------------------------------- | -------- |
| 1 | Укупно појединачних домаћинстава | 1        |